# Brian Cipenga
Brian Kibambe Cipenga (Kinshasa, 11 de marzo de 1998) es un futbolista congoleño que juega en la demarcación de extremo izquierdo para el CD Castellón de la Segunda División de España.

## Trayectoria
Nacido en Kinshasa, Cipenga se marchó a Portugal muy joven para ingresar en las categorías inferiores del Boavista FC con el que acabó su etapa juvenil. 
En la temporada 2017-18, jugaría 8 partidos con el Boavista B.
En la temporada 2018-19, firma por el Sport Clube Freamunde de la Primera División de Oporto.
En 2019, Cipenga se unió al FC Famalicão, pero solo participó con su equipo sub-23 en la Liga Revelação. 
El 16 de julio de 2020, fichó por el Sporting Clube Ideal del Campeonato de Portugal.
En julio de 2021, Cipenga llegó a un acuerdo con el Anadia Futebol Clube en la Terceira Liga.
El 26 de enero de 2022, firmó por el Vilaverdense FC del Campeonato de Portugal y ayudó en su ascenso a la Terceira Liga al final de la temporada.
El 21 de junio de 2023, Cipenga firma por el Futebol Clube Paços de Ferreira de la Segunda División de Portugal. 
El 6 de julio de 2024, firma por el CD Castellón de la Segunda División de España.

## Clubes
| Club                            | País     | Año             | Partidos | Goles |
| ------------------------------- | -------- | --------------- | -------- | ----- |
| Boavista B                      | Portugal | 2017-2018       | 7        | 0     |
| Sport Clube Freamunde           | Portugal | 2018-2019       | 28       | 8     |
| FC Famalicão                    | Portugal | 2019-2020       | 0        | 0     |
| Sporting Clube Ideal            | Portugal | 2020-2021       | 21       | 3     |
| Anadia Futebol Clube            | Portugal | 2021-2022       | 11       | 0     |
| Vilaverdense FC                 | Portugal | 2022-2023       | 42       | 3     |
| Futebol Clube Paços de Ferreira | Portugal | 2023-2024       | 31       | 4     |
| CD Castellón                    | España   | 2024-actualidad | 33       | 0     |